# Raíces africanas
Raíces africanas es un disco de estudio de Los Calchakis, grabado en 1984 con el sello francés ARION, en este trabajo se mezclan los ritmos y estilos latinoamericanos con los africanos.

## Lista de canciones
| N.º | Título                             | Música                                              | Duración |  |
| 1.  | «Azabache»                         | Enrique Francini, Héctor Stamponi y Homero Expósito |          |  |
| 2.  | «Cumbia de la ciudad»              | León Gieco                                          |          |  |
| 3.  | «El pilón»                         | folklore                                            |          |  |
| 4.  | «Al son del alcatraz»              | Porfirio Vásquez                                    |          |  |
| 5.  | «Los caminos»                      | Pablo Milanés                                       |          |  |
| 6.  | «La maye»                          | Rafael Escalona                                     |          |  |
| 7.  | «Torito mata»                      | folklore                                            |          |  |
| 8.  | «Luna llena»                       | folklore                                            |          |  |
| 9.  | «Soy pan, soy agua»                | Piero de Vicari                                     |          |  |
| 10. | «América de cobre, América morena» | A. Ariel                                            |          |  |
| 11. | «Canción de cuna»                  | Sergio Arriagada                                    |          |  |
| 12. | «Golpea ese tambor»                | folklore                                            |          |  |

## Integrantes
- Héctor Miranda
- Aldo Ariel
- Antonio Rodríguez
- Lucio Saavedra
- Joel Francisco Perri

- Con la colaboración de M. Antonino Fiannaca